# Dode
Dode – wieś w Anglii, w hrabstwie Kent, w dystrykcie Gravesham. Leży 13 km na północny zachód od miasta Maidstone i 41 km na południowy wschód od centrum Londynu.